# Accra Hearts of Oak SC
Accra Hearts of Oak Sporting Club, vanligen kallad Hearts of Oak eller bara Hearts, är en professionell fotbollsklubb baserad i Accra, Ghana. Klubben spelar i Ghana Premier League.

## Historia

### Början
Några unga män från Ussher Town i Accra kom samman någon gång i mitten av 1910 och lade grunden för vad som skulle bli Hearts of Oak, den äldsta existerande klubben i Ghana i dag. De bildade en fotbollsklubb för att utmana det enda dåvarande laget i Accra, The Invincibles. Gruppen bestod av främst unga män från området Jamestown. Ackom Duncan från Saltpond blev lagets första kapten. Den 11 november samma år bildades  klubben formellt. Klubben antog mottot 'Say Never Die' och 1917 antogs färgerna rött, gult och blått för att representera regnbågen, och tröjor beställdes från Manchester, England.
Den första ligan i Accra bildades 1920 och två år senare donerades en sköld av den brittiska guvernören Sir Frederick Gordon Guggisberg som gavs till vinnarna. Hearts skulle dominera tävlingen och vinna Guggisberg Shield när den introducerades 1922. Hearts vann sex av tolv spelade mästerskap; den sista 1954 då tävlingen spelades för sista gången. Två år senare vann Hearts debutsäsongen av den nya ghananska ligan.

### Första framgångsperioden
Laget vann de två första upplagorna av den nya inhemska ligan, Ghana Premier League, 1956 och 1958. Laget fortsatte att vara ett av de mest framgångsrika lagen i ligan och vann ligan 14 gånger fram till millennieskiftet, inklusive millenniets sista tävling 1999.
"The Phobians" var tidiga utmanare i African Champions Cup och nådde sin första stora framgång 1979 då man nådde final, men förlorade med 4-2 mot Hafia FC från Guinea. Två år senare var de tillbaka i finalen. De slog Union Douala med 1- 0 hemma men efter 1-0 efter full tid för hemmalaget från Kamerun i returen förlorade Hearts straffläggningen med 5-3.

### 2000-talet
De inhemska framgångarna fortsatte in i det nya millenniet. Laget vann de första tre mästerskapen (2000-2002) och dominerade den inhemska fotbollen. Hearts vann sex tävlingar fram till 2009, då laget bärgade den tjugonde och senaste ligatiteln.
Laget skulle äntligen vinna CAF Champions League 2000. Hearts, tränat av Cecil Jones Attuquayefio, slog det favorittyngda tunisiska laget Espérance i finalen med totalt 5-2 över två möten (2-1 borta och 3-1 hemma).
Fem år senare vann Hearts den första någonsin utgåvan av den nya CAF Confederation Cup. Laget tog en straffseger efter sista matchen mot de ghannaska rivalerna Asante Kotoko försäkrade dem att vara det första laget att triumfera i båda de två årliga kontinentala klubbmästerskapen.

## Tränare
- Petre Gavrilă (1991–95)
- Cecil Jones Attuquayefio (1998–01)
- Herbert Addo (2002–03)
- Ernst Middendorp (2004)
- Eyal Lahman (2008)
- Kosta Papić (2008–09)
- Nebojša Vučićević (2011–12)
- Charles Akonnor (2012)
- David Duncan (2012–13)
- Mohammed Ahmed (Polo) (tillförordnad) (2014)
- Kenichi Yatsuhashi (2015-2016)
- Sérgio Traguil (2016 –2016)
- Frank Nuttall (2017-18)
- Henry Wellington Lamptey (2018)
- Seth Hoffmann (2018)
- Kim Grant (2018–2019)
- Edward Nii Odoom (2020)
- Kosta Papić (2020–2021)
- Samuel Boadu (2021–)

## Meriter

### Inhemska
- Ghana Premier League:
  - Vinnare (20): 1956, 1958, 1961/62, 1971, 1973, 1976, 1978, 1979, 1984, 1985, 1989/90, 1996/97, 1997/98, 1999, 2000, 2001, 2002, 2004/05, 2006/07, 2009.

- Ghanaian FA Cup:
  - Vinnare (10): 1973, 1974, 1979, 1981, 1989, 1990[a], 1993/94, 1995/96, 1999, 2000.
  - Andra plats (6): 1958, 1960, 1961/62, 1976, 1995, 2017.

- Ghana Super Cup:
  - Vinnare (2): 1997, 1998.

### Kontinentala
- CAF Confederation Cup:
  - Vinnare (1): 2004

- CAF Champions League:
  - Vinnare (1): 2000
  - Andra plats (2): 1977, 1979

- CAF Super Cup:
  - Vinnare (1): 2001
  - Andra plats (1): 2005